# 沙梅阿讷
沙梅阿讷（法語：Chaméane，法語發音：[ʃamean]）是法国多姆山省的一个市镇，属于伊苏瓦尔区。2019年，沙梅阿讷与市镇韦尔内拉瓦雷讷合并为新市镇勒韦尔内-沙梅阿讷。

## 地理
沙梅阿讷（45°30'48"N, 3°27'4"E）面积10.91 平方千米，位于法国奥弗涅-罗讷-阿尔卑斯大区多姆山省，该省份为法国中南部省份，北起阿列省接壤，东临卢瓦尔省，南至上盧瓦爾省和康塔爾省，西接科雷兹省和克勒兹省。
与沙梅阿讷接壤的市镇（或旧市镇、城区）包括：孔达莱蒙布瓦西耶、圣艾蒂安叙于松、圣热内拉图雷特、圣康坦-叙索克西朗日、韦尔内拉瓦雷讷。

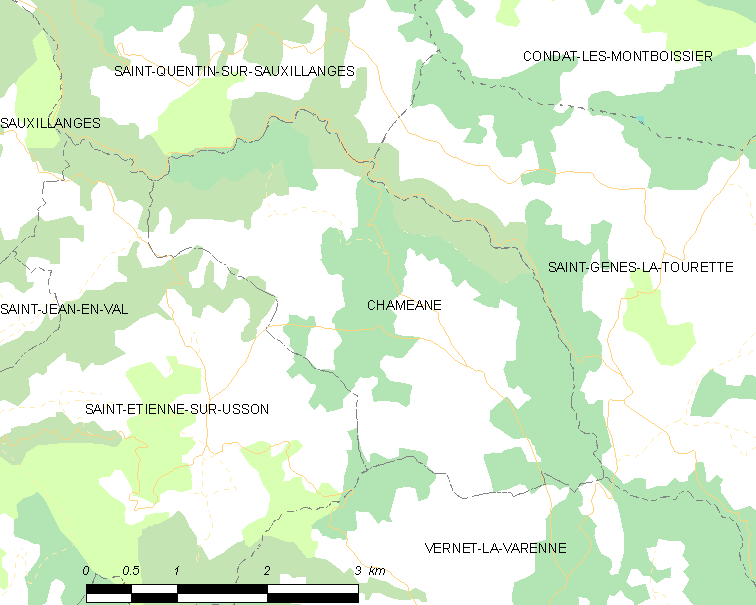
沙梅阿讷的OSM定位图

沙梅阿讷的时区为UTC+01:00、UTC+02:00（夏令时）。

## 行政
沙梅阿讷的邮政编码为63580，INSEE市镇编码为63078。

## 政治
沙梅阿讷所属的省级选区为布拉萨克莱米讷县。

## 人口

1962-2008年间沙梅阿讷人口变化图示

沙梅阿讷于2018年1月1日时的人口数量为162人。